# Marco Madrigali
Marco Madrigali (Bologna, 1944 – Bologna, 6 luglio 2025) è stato un imprenditore e dirigente sportivo italiano, presidente della Lega Basket dal 2001 al 2002.

## Biografia
Lasciata la scuola a 14 anni, lavorò come magazziniere e poi trovò un impiego alla Commodore prima di diventare imprenditore. Fondò nel 1984 la CTO, azienda informatica impegnata soprattutto nella distribuzione di videogiochi.
Acquistò nel 2000 la proprietà della Virtus Pallacanestro Bologna, di cui diventò presidente.
Dopo il fallimento della CTO (2004), Madrigali scomparve dal settore videogiochi, per poi riapparire nel 2009 con un incarico di coordinatore alla Lago/Black Bean Games, parte del Gruppo Leader che in passato era stato concorrente della CTO.
Muore a Bologna nel 2025.